# 法尔内塞宫 (皮亚琴察)

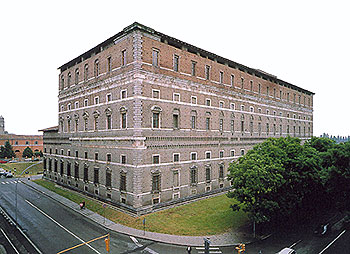
法尔内塞宫

法尔内塞宫（義大利語：Palazzo Farnese）是意大利北部城市皮亚琴察的一座大型宫殿。

## 历史
1556年，卡斯特罗和帕尔马公爵奥塔维奥·法尔内塞又成为皮亚琴察公爵，于是在此建造宫殿。由于西班牙驻军的存在，他决定在城内建造，可能是因为他能感觉到更安全。
该宫殿由奥塔维奥的妻子，查理五世的女儿玛格丽特委托，兴建在原维斯孔蒂家族的城堡上（建于1352年）。主立面仿照古代凯旋门，有一个大的塔楼，巨大的内部庭院有一个剧场。如此庞大的宫殿加上皮亚琴察贵族的政治阴谋，导致奥塔维奥未能完成这座宫殿，而是将其宫廷从皮亚琴察迁往帕尔马。部分建成的宫殿于1602年完成。
最后一位法尔内塞公爵于1731年去世后，宫殿年久失修，直到20世纪初才进行修复。今天的皮亚琴察法尔内塞宫设有重要的博物馆和展览系列。包括考古博物馆（有著名的皮亚琴察肝脏）、意大利统一博物馆、古兵器博物馆（拥有400件古兵器和盔甲）、档案馆等。

## 公爵小堂
公爵小堂（Cappella Ducale'）是法尔内塞家族举行宗教仪式的地方。它有一个正方形的平面，伸出四个角。堂内装饰有家族的纹章。